# ارلنباخ بای دان
ارلنباخ بای دان (به آلمانی: Erlenbach bei Dahn) یک شهر در آلمان است که در زودوستپفالتس واقع شده‌است. ارلنباخ بای دان ۳۶۹ نفر جمعیت دارد.